# Roberto Román Triguero
Roberto Román Triguero (Madrid, 11 de juliol de 1985), més conegut com a Tito, és un futbolista professional espanyol que juga de lateral dret a l'AD Complutense.
Destaca per la seva sobrietat defensiva, tot i que no renuncia a incorporar-se a l'atac quan el partit ho requereix. Després de realitzar una espectacular temporada, i acollint-se a una clàusula del seu contracte en la qual s'especificava que fins al 31 de juliol de 2009 podia marxar lliure a qualsevol club de Segona Divisió A, va fitxar a cost zero pel Rayo Vallecano de Madrid per dues temporades.